# Meijer
Meijer ist ein niederländischer Familienname.

## Herkunft und Bedeutung
Meijer ist eine Form von Meier beziehungsweise Meyer. Varianten, Bedeutung und Verbreitung siehe dort.

## Namensträger
- Alex Meijer (* 1966), niederländischer Badmintonspieler
- Arnold Meijer (1905–1965), niederländischer faschistischer Politiker
- Bert Meijer (* 1955), niederländischer Chemiker
- Berthe Meijer (1938–2012), niederländisch-jüdische Schriftstellerin
- Bjorn Meijer (* 2003), niederländischer Fußballspieler
- Connie Meijer (1963–1988), niederländische Radrennfahrerin
- Cornelis Simon Meijer (1904–1974), niederländischer Mathematiker, Professor an der Universität Groningen
- Derk Meijer (* 1997), niederländischer Hockeyspieler
- Eduard Meijer (1878–1929), niederländischer Schwimmer und Wasserballspieler
- Elien Meijer (* 1970), niederländische Ruderin
- Erik Meijer (Politiker) (* 1944), niederländischer SP-Politiker und MdEP
- Erik Meijer (Informatiker) (* 1963), niederländischer Informatiker
- Erik Meijer (* 1969), niederländischer Fußballspieler
- Eva Meijer (* 1980), niederländische Philosophin, Publizistin und Sängerin
- Fik Meijer (* 1942), niederländischer Historiker
- Fred G. Meijer, niederländischer Kunsthistoriker
- Gerard Meijer (* 1962), niederländischer Physikochemiker
- Gilles van Overbeek de Meijer (1831–1918), niederländischer Mediziner
- Hanneke Johanna Maria Meijer, niederländische Paläontologin
- Hendrick de Meijer (1620–1689), Landschaftsmaler des Goldenen Zeitalters der Niederlande
- Henny Meijer (* 1962), surinamisch-niederländischer Fußballspieler
- Herman Meijer (* 1947), niederländischer Politiker
- Ischa Meijer (1943–1995), niederländischer Journalist, Schriftsteller und Talkmaster
- Jaap Meijer (1905–1943), niederländischer Bahnradsportler
- Jan Meijer (1921–1993), niederländischer Sprinter
- Jasper Meijer (* 1987), niederländischer Pokerspieler
- Johnny Meijer (1912–1992), niederländischer Jazz- und Unterhaltungsmusiker
- Jonathan Jacob Meijer, niederländischer Samenspender
- José de Meijer (1915–2000), niederländischer Politiker
- Karel Meijer (1884–1967), niederländischer Wasserballspieler
- Lavinia Meijer (* 1983), niederländische Harfenistin
- Louis Meijer (1809–1866), niederländischer Maler
- Lukas Meijer (* 1988), schwedischer Sänger
- Michaela Meijer (* 1993), schwedische Stabhochspringerin
- Onno Meijer (1960–2008), niederländischer Schauspieler
- Paul Meijer (* 1985), niederländischer Rennfahrer
- Peter Meijer (* 1988), US-amerikanischer Politiker
- Ramon de Meijer (* 1986), niederländischer Wasserspringer
- Rogier Meijer (* 1981), niederländischer Fußballspieler
- Stijn Meijer (* 1999), niederländischer Fußballspieler
- Theo Meijer (Politiker) (* 1947), niederländischer Politiker
- Theo Meijer (Judoka) (* 1965), niederländischer Judoka
- Valentin von Meijer (1601–1674), schwedischer Generalmajor
- Wim Meijer (Politiker, 1923) (1923–2001), niederländischer Politiker
- Wim Meijer (Politiker, 1939) (* 1939), niederländischer Politiker

## Sonstige Bedeutungen
- Der Name eines NASCAR-Rennens, siehe Meijer 300
- Meijer (Unternehmen), US-amerikanisches Einzelhandelsunternehmen aus Michigan
- Meijersche G-Funktion